# IN-SO
És el terme amb què la Europol (i per extensió totes les policies europees) denomina aquell tipus d'estratègies o comportaments dels grups criminals que es caracteritzen per exercir una forta influència sobre la societat (IN-SO). Prové del terme anglès influence against society. L'estratègia que utilitzen els grups criminals també serveix a l'Europol per classificar-los.

## Característiques

### L'estratègia de la influència institucional
Els grups criminals amb una estratègia d'actuació IN-SO tenen una gran capacitat d'impacte sobre un gran nombre de persones. La seva activitat afecta tanta gent perquè corrompen alts representants dels municipis i/o dels governs per desviar fons públics o per manipular decisions d'interès general. Sovint el nivell de criminalitat d'aquests grups és tan alt que també exerceixen de manera combinada les estratègies IN-LE i VI-LE, i tampoc és rar l'ús de l'estratègia VI-SO. En tots aquests casos el nivell d'influència en les economies i les societat locals és també molt alt. En són un exemple clar alguns dels grups del hub criminal del sud d'Europeu, però a una escala més petita aquesta és una amenaça que afecta molts estats membres de la Unió Europea. Es tracta, en definitiva, de la corrupció impulsada des dels grups criminals organitzats.

### L'estratègia del control d'una comunitat
Una estratègia IN-SO diferent és la que es basa a controlar a tots nivells una petita comunitat que visqui aïllada de la resta de la societat. Els grups criminals poden fàcilment esdevenir referents per a aquestes comunitats proporcionant-los allò de què manquen desesperadament, a canvi de mantenir situacions d'explotació o la proximitat amb el crim organitzat. Molt sovint es tracta de comunitats d'immigrants majoritàriament en situació il·legal i en condicions que no afavoreixen gens la seva integració social al país on són.
Són els casos, per exemple, dels petits barris xinesos d'algunes ciutats italianes controlats econòmicament i socialment per grups criminals també xinesos; o l'explotació financera al Regne Unit a través del control de les remeses; o l'explotació laboral en tallers il·legals d'aquesta mateixa comunitat per aquests mateixos grups criminals detectada a França i Catalunya. També són coneguts els locutoris de transferències bancàries regentats per nigerians a Itàlia que supervisen les remeses dels seus compatriotes i en cobren taxes abusives. En general, però, l'activitat criminal principal d'aquests grups és l'explotació laboral: A Grècia hi ha algunes xarxes pakistaneses que proporcionen treball del mercat negre a la immigració il·legal, i el mateix fan algunes xarxes de kurds també a Grècia i a Alemanya, o de marroquins i pakistanesos a Espanya i al Regne Unit, o d'ucraïnesos a la Txèquia, o romanesos altre cop a Itàlia i Espanya.